# Samotny kowboj
Samotny kowboj – amerykański western z 2003 roku na podstawie powieści Jacka Schaffnera.

## Główne role
- Tom Selleck – Monte Walsh
- Isabella Rossellini – Hrabina Martine
- Keith Carradine – Chester Chet Rollins
- George Eads – Frank Shorty Austin
- Robert Carradine – Sunfish Perkins
- Barry Corbin – Bob
- James Gammon – Fighting Joe Hooker/Albert Miller
- Rex Linn – Hat Henderson
- John Michael Higgins – Robert Slocum
- William Sanderson – Skimpy Eagens
- Wallace Shawn – Pułkownik Wilson
- Marshall R. Teague – Wallace Dally Johnson
- Rick Ravanello – Henry Louis Sugar Wyman
- Joanna Miles – Sairy Brennan
- Lori Hallier – Pani Mary Wilder
- Matt Cooke – Rufus Brady
- Zack Ward – Powder Kent
- William Devane – Cal Brennan
- Shane Pollitt – Joe Joslin

## Fabuła
Przełom XIX/XX wieku. Monte Walsh, starzejący się kowboj, wraca do podupadłego miasteczka, w którym pracował na ranczu. Okolica się bardzo zmieniła, a miejscowość zaczyna się wyludniać. Farma została kupiona przez korporację ze wschodu, a wszędzie pojawiają się tory kolejowe. Życie przebiega tu bardzo spokojnie, gdy pojawia się Frank Austin. Wyrzucony z pracy, zaczyna kraść i zabijać.